# Uładzimir Skwarcou
Uładzimir Skwarcou (biał. Уладзімір Скварцоў; ur. 21 grudnia 1954) – białoruski działacz państwowy i dyplomata, w latach 1999–2009 ambasador nadzwyczajny i pełnomocny w Niemczech i Izraelu. 

## Życiorys
Od 1972 do 1977 studiował na Wydziale Tłumaczeń Wyższej Szkoły Języków Obcych w Mińsku ze specjalnością filologia angielska i niemiecka. Po odbyciu służby wojskowej w Armii Radzieckiej (1977–1979) pracował jako prezenter w telewizji. W 1981 rozpoczął karierę w dyplomacji jako pracownik ambasady ZSRR w Berlinie. Po powrocie do kraju w 1987 został redaktorem sekcji niemieckojęzycznej Radia Mińsk. 
Od 1989 do 1992 studiował nauki polityczne na Białoruskim Uniwersytecie Państwowym. W 1992 odbył kurs w Akademii Dyplomatycznej w Wiedniu, później kształcił się m.in. w Ministerstwie Spraw Zagranicznych Niemczech (1994). 
Po uzyskaniu przez Białoruś niepodległości w 1991 kontynuował pracę w Ministerstwie Spraw Zagranicznych, m.in. jako dyrektor Referatu Prasowo-Informacyjnego oraz Wydziału Praw Człowieka. 
W 1995 objął funkcję radcy w ambasadzie w Niemczech. W 1998 przez krótki czas sprawował urząd Chargé d’affaires ad interim. W latach 1998–1999 pełnił obowiązki dyrektora Służby Prasowej Republiki Białorusi. We wrześniu 1999 złożył na ręce Johannesa Raua listy uwierzytelniające jako ambasador w Republice Federalnej Niemiec. Urząd pełnił do 2009.
W latach 2013–2019 był ambasadorem Białorusi w Izraelu.
21 grudnia 2004 roku otrzymał Gramotę Pochwalną Rady Ministrów. 9 października 2008 roku otrzymał Gramotę Pochwalną Zgromadzenia Narodowego Republiki Białorusi.